# El ascensor (sencillo)
«El ascensor» es el primer sencillo oficial de la cantante española Luz Casal, editado el 15 de septiembre de 1980.

## Temas
1. «El ascensor»
2. «Ámame una noche más (Baby, love me one more night)»

## Créditos
- El ascensor: Juan Velón y José María Guzmán.
- Ámame una noche más: Tanja y John David Parker. Adaptación al español: Juan Velón.
- Arreglos y Dirección Musical: Eduardo Leiva.
- Producción: Juan Velón y Eduardo Leiva.

- Datos: Q5823919